# رضا شفیعی‌جم
احمدرضا شفیعی‌جم (زادهٔ ۱۰ تیر ۱۳۵۰) بازیگر و کمدین ایرانی است. او از سال ۱۳۸۹ در تئاتر را به‌صورت آماتور آغاز کرد و زمانی که ۱۸ سال داشت توانست برای بازی در فیلم دو همسفر انتخاب شودو فعالیت هنری خود را آغاز کند. پدرش اصالتا اهل شهرستان جم در استان بوشهر و مادرش کُرد کرمانشاه است. او با بازی در سریال پلنگ‌های پلاستیکی شماره ۲۱ساعت خوش به شهرت رسید، هرچند پیش از آن در دو سریال کمدی تلویزیون کابلی بچه‌ها و جمعه با شما هر دو به کارگردانی علی عمرانی بازی کرده و کار خود را در تلویزیون آغاز کرده بود.
شفیعی‌جم بیشتر در ژانر کمدی فعالیت کرده و در بیشتر سریال‌های پربینندهٔ کمدی دهه‌های ۷۰ و ۸۰ حضور داشته مانند مجموعهٔ چارخونه یا آثاری که مهران مدیری کارگردان آنها بود (شب‌های برره، نقطه‌چین و جایزه بزرگ). او همچنین خوانندگی تیتراژ پایانی تعدادی از فیلم‌هایی را که بازی کرده همچون آپاچی، دم‌سرخ‌ها و پیشی میشی برعهده داشته است. شفیعی‌جم سابقهٔ کارگردانی برای فیلم نمایش خانگی وفا ۲۰۱۲ را نیز دارد و با حضور در برنامهٔ خندوانه به اجرای استندآپ کمدی پرداخته است.

## فیلم‌شناسی

### سینمایی
| سال  | فیلم                                    | کارگردان                    | اکران            |
| ---- | --------------------------------------- | --------------------------- | ---------------- |
| ۱۴۰۲ | بهشت تبهکاران                           | مسعود جعفری جوزانی          | ۱۲ بهمن ۱۴۰۲     |
| ۱۴۰۱ | بازیوو                                  | امیرحسین قهرایی             | ۱۵ تیر ۱۴۰۱      |
| ۱۴۰۰ | مورچه خوار                              | شاهد احمدلو                 | ۳ اسفند ۱۴۰۰     |
| ۱۳۹۹ | بابا سیبیلو                             | ادوین خاچیکیان              |                  |
| ۱۳۹۸ | پیشی میشی                               | حسین قناعت                  | ۹ مهر ۱۳۹۹       |
| ۱۳۹۷ | آپاچی                                   | آرش معیریان                 | ۲۶ آبان ۱۴۰۰     |
| ۱۳۹۶ | وای آمپول                               | علی رضا محمودزاده           | ۱۳۹۷             |
| ۱۳۹۶ | دم سرخ‌ها                                | آرش معیریان                 | ۱۰ مرداد ۱۳۹۷    |
| ۱۳۹۵ | سه بیگانه                               | مهدی مظلومی                 | ۱۸ اسفند ۱۳۹۵    |
| ۱۳۹۵ | گیلدا                                   | امید بنکدار، کیوان علیمحمدی | ۱۳۹۵             |
| ۱۳۹۰ | بازگشت به آینده                         | علی عبدالعلی‌زاده            | -                |
| ۱۳۹۰ | یک فراری از بگبو                        | هاتف علیمردانی              | -                |
| ۱۳۸۹ | وفا ۲۰۱۲                                | رضا شفیعی جم                | -                |
| ۱۳۸۹ | دزدان خیابان جردن                       | وحید اسلامی                 | -                |
| ۱۳۸۸ | داماد خجالتی                            | آرش معیریان                 | -                |
| ۱۳۸۸ | راز دشت تاران                           | هاتف علیمردانی              | -                |
| ۱۳۸۸ | یک جیب پر پول                           | قدرت‌الله صلح‌میرزایی         | ۱۱ شهریور ۱۳۸۹   |
| ۱۳۸۸ | چراغ قرمز                               | علی غفاری                   | ۱ دی ۱۳۸۹        |
| ۱۳۸۸ | حلقه‌های ازدواج                          | شاهین باباپور               |                  |
| ۱۳۸۸ | افراطی‌ها                                | جهانگیر جهانگیری            | تیرماه ۱۳۸۹      |
| ۱۳۸۸ | فوتبالی‌ها                               | سیامک خواجه وند             | ۲۸ اردیبهشت ۱۳۹۰ |
| ۱۳۸۷ | زندگی شیرین                             | قدرت‌الله صلح‌میرزایی         | ۲۵ شهریور ۱۳۸۸   |
| ۱۳۸۷ | خروس بی محل                             | حسین قاسمی جامی             | ۲۲ دی ۱۳۸۹       |
| ۱۳۸۷ | گل بارون                                | شاهین باباپور               |                  |
| ۱۳۸۷ | چارچنگولی                               | سعید سهیلی                  |                  |
| ۱۳۸۴ | قلقلک                                   | مسعود نوابی                 |                  |
| ۱۳۸۴ | زن بدلی                                 | مهرداد میرفلاح              |                  |
| ۱۳۸۲ | روایت سه‌گانه(اپیزود اول، یک آرزوی کوچک) | پرویز شیخ طادی              |                  |
| ۱۳۸۲ | عاشق مترسک                              | مهدی نوربخش                 |                  |
| ۱۳۸۱ | صورتی                                   | فریدون جیرانی               |                  |
| ۱۳۸۱ | جوجه اردک من                            | امیر فیضی                   |                  |
| ۱۳۸۰ | ارتفاع پست                              | ابراهیم حاتمی‌کیا            | ۲ مرداد ۱۳۸۱     |
| ۱۳۷۸ | خسیس (معجزهٔ خنده)                       | محرم زینال‌زاده              |                  |
| ۱۳۷۶ | مرد عوضی                                | محمدرضا هنرمند              |                  |
| ۱۳۷۲ | دو همسفر                                | اصغر هاشمی                  |                  |

### نمایش خانگی
| سال       | نام مجموعه            | سمت               | کارگردان           |
| --------- | --------------------- | ----------------- | ------------------ |
| ۱۴۰۰–۱۴۰۳ | جوکر                  | شرکت کننده/بازیگر | احسان علیخانی      |
| ۱۴۰۳      | پشت پرده              | بازیگر            | محمدرضا حاجی غلامی |
| ۱۴۰۱      | فوفو مسافری از کامادو | بازیگر            | میثم معراجی        |
| ۱۴۰۱      | دیو و ماه‌پیشونی       | بازیگر            | حسین قناعت         |
| ۱۴۰۰      | اسپینجر               | بازیگر            | علیرضا کریم زاده   |
| ۱۳۹۹      | شب‌های مافیا           | بازیگر            | سعید ابوطالب       |
| ۱۳۹۳      | شام ایرانی            | بازیگر            | محمد شایسته        |
| ۱۳۹۲      | اکازیون               | بازیگر            | علی میری رامشه     |
| ۱۳۹۱      | نیم کیلو باش، مرد باش | بازیگر            | مسعود تکاور        |
| ۱۳۹۰      | نردبان چوبی           | بازیگر            | فرشاد ارج          |
| ۱۳۹۰      | گواهینامه             | بازیگر            | محسن منشی‌زاده      |
| ۱۳۸۹      | سیا زنگی              | بازیگر            | ابراهیم ابراهیمیان |
| ۱۳۸۹      | وفا ۲۰۱۲              | بازیگر، کارگردان  | رضا شفیعی‌جم        |
| ۱۳۸۹      | با من شوخی نکن        | بازیگر            | محسن منشی‌زاده      |
| ۱۳۸۹      | یک بام و دو هوا       | بازیگر            | یوسف تیموری        |
| ۱۳۸۷      | بمانی هفتم            | بازیگر            | مهدی مظلومی        |

### تلویزیون
| سال  | نام مجموعه            | کارگردان               | توضیحات                        |
| ---- | --------------------- | ---------------------- | ------------------------------ |
| ۱۴۰۲ | پشت پرده              | محمدرضا حاجی غلامی     | پخش از شبکه دو                 |
| ۱۴۰۰ | پلاک ۱۳               | آرش معیریان            | پخش از شبکه سه                 |
| ۱۳۹۴ | حالت خاص              | افشین اربابی           | بازیگر مهمان، پخش از شبکه نسیم |
| ۱۳۹۲ | شوخی کردم             | مهران مدیری            |                                |
| ۱۳۸۸ | مسافران               | رامبد جوان             | پخش از شبکهٔ سه                 |
| ۱۳۸۶ | گنج مظفر              | مهران مدیری            | پخش در ۱۳۹۲، نمایش خانگی       |
| ۱۳۸۷ | در چشم باد            | مسعود جعفری جوزانی     | پخش در ۱۳۸۸                    |
| ۱۳۸۶ | پیامک از دیار باقی    | سیروس مقدم             | نوروز ۱۳۸۷ از شبکه یک          |
| ۱۳۸۶ | چارخونه               | سروش صحت               | شبکه سه                        |
| ۱۳۸۵ | ترش و شیرین           | رضا عطاران             | نوروز ۱۳۸۶، شبکه سه            |
| ۱۳۸۵ | باغ مظفر              | مهران مدیری            | از شبکه سه                     |
| ۱۳۸۴ | شب‌های برره            | مهران مدیری            | از شبکه سه                     |
| ۱۳۸۳ | جایزه بزرگ            | مهران مدیری            | از شبکه سه                     |
| ۱۳۸۲ | نقطه‌چین               | مهران مدیری            | از شبکه سه                     |
| ۱۳۸۲ | کوچهٔ اقاقیا           | رضا عطاران             | از شبکه پنج                    |
| ۱۳۸۱ | قصه‌های مهمان مادربزرگ | امیر فیضی              |                                |
| ۱۳۸۰ | بدون شرح              | مهدی مظلومی            | از شبکه سه                     |
| ۱۳۷۹ | تماشا ۷۹              | مهران غفوریان          | شبکه سه                        |
| ۱۳۷۸ | این چند نفر           | مهران غفوریان          | از شبکه سه                     |
| ۱۳۷۸ | تلفن مشترک            | خسرو ملکان             | نوروز ۱۳۷۹، شبکه یک            |
| ۱۳۷۸ | آژانس دوستی           | گروه کارگردانان        | اپیزود «مهمان»، قسمت ۳۶        |
| ۱۳۷۷ | معجزه نوروزی          | احمد زینال‌زاده         | نوروز ۱۳۷۸، پخش از شبکه دو     |
| ۱۳۷۷ | گل منگلی              | قاسم جعفری             | شبکه پنج                       |
| ۱۳۷۷ | باغ ستاره             | شیرین جاهد             | از شبکه یک                     |
| ۱۳۷۷ | چشم‌به‌راه              | اصغر فرهادی            | شبکه پنج                       |
| ۱۳۷۴ | سال خوش               | مهران مدیری            | شبکه دو                        |
| ۱۳۷۳ | ساعت خوش              | مهران مدیری            | پخش از شبکه سه                 |
| ۱۳۷۲ | پرواز ۵۷              | مهران مدیری            | شبکه یک                        |
| ۱۳۷۲ | جمعه با شما           | علی عمرانی مهران آزاده | از شبکه یک                     |
| ۱۳۷۱ | تلویزیون کابلی بچه‌ها  | علی عمرانی             | دهه فجر ۱۳۷۱، از شبکه یک       |

## جوایز
- نامزد تندیس زرین بهترین بازیگر نقش مکمل مرد (ارتفاع پست) در ششمین دوره جشن خانه سینما - ۱۳۸۱
- برنده تندیس حافظ بهترین بازیگر مرد کمدی برای سریال باغ مظفر از دهمین دوره جشن دنیای تصویر - ۱۳۸۶